# Кубок Континента
Кубок Континента им. В. В. Тихонова — награда, ежегодно вручаемая победителю регулярной части чемпионата Континентальной хоккейной лиги. Автором кубка является Владимир Гдальевич Майзель, член Союза художников, руководитель ювелирной студии «Майзель».

## История
В первом сезоне КХЛ, сезоне 2008/09, победителю регулярного сезона вручался другой приз, победителем стал «Салават Юлаев».
Награда, получившая название Кубок Континента, была учреждена перед окончанием сезона 2009/10. Название трофея было определено по результатам голосования посетителей веб-сайта КХЛ, на которое были также представлены варианты «Кубок лидера», «Кубок Суворова», «Кубок дружбы народов» и «Кубок „Наша игра“». В голосовании приняли участие более 24 тысяч человек. Название «Кубок Континента» получило 58,57 % (14 118) голосов. Это название первым предложил болельщик из Азова Николай Александрович Малявка.
24 ноября 2015 года Кубку Континента присвоено имя советского тренера Виктора Васильевича Тихонова. Это произошло в первую годовщину со дня его смерти. 
Победа в Кубке Континента даёт его обладателю преимущество на всех стадиях плей-офф Кубка Гагарина. Также места в таблице, занятые в регулярном чемпионате КХЛ, влияют на итоговое распределении мест после завершения всех стадий плей-офф. Лучшие команды лиги определяются именно по результатам плей-офф, но, например, если команда выиграла регулярный чемпионат, однако выбыла из борьбы за Кубок Гагарина на стадии финала конференции, то она станет бронзовым призёром чемпионата КХЛ, поскольку заняла более высокое место в регулярном чемпионате.
Сезон 2014/15 стал единственным в истории лиги, когда победитель регулярного чемпионата КХЛ и обладатель Кубка Континента был признан чемпионом России. В остальных сезонах звание чемпиона России получала лучшая российская команда по итогам розыгрыша Кубка Гагарина. При этом Кубок Гагарина не был разыгран в сезоне 2019/20, который завершился досрочно из-за пандемии коронавируса, в связи с чем Федерация хоккея России приняла решение определить призёров чемпионата на основе результатов регулярного чемпионата КХЛ и первого раунда плей-офф. 
В сезоне 2021/22 обладатель Кубка Континента не определялся. Это связано с тем, что регулярный чемпионат КХЛ был приостановлен в январе из-за вспышки коронавируса в командах и из-за подготовки сборной России к Олимпийским играм — 2022 в Пекине. Позднее было принято решение не доигрывать регулярную часть чемпионата и продолжить турнир сразу с плей-офф. В регулярном чемпионате команды провели разное количество матчей, из-за чего участники плей-офф определялись по проценту набранных очков. Лучшей командой по этому показателю был магнитогорский «Металлург», однако лига приняла решение не определять победителя регулярного чемпионата.

## Обладатели кубка
Команда, выигравшая Кубок Гагарина.
  Команда, проигравшая в финале Кубка Гагарина.
 # Команда, проигравшая в первом раунде плей-офф.
| Сезон      | Победитель                               | Игр                                      | В                                        | ВО                                       | ВБ                                       | ПБ                                       | ПО                                       | П                                        | Очков                                    | Результат в плей-офф                                         |
| ---------- | ---------------------------------------- | ---------------------------------------- | ---------------------------------------- | ---------------------------------------- | ---------------------------------------- | ---------------------------------------- | ---------------------------------------- | ---------------------------------------- | ---------------------------------------- | ------------------------------------------------------------ |
| 2009/10    | Салават Юлаев                            | 56                                       | 37                                       | 4                                        | 3                                        | 3                                        | 1                                        | 8                                        | 129                                      | Проиграли в финале конференции Ак Барсу                      |
| 2010/11    | Авангард                                 | 54                                       | 31                                       | 9                                        | 2                                        | 2                                        | 1                                        | 9                                        | 118                                      | Проиграли в полуфинале конференции Металлургу (Магнитогорск) |
| 2011/12    | Трактор                                  | 54                                       | 32                                       | 2                                        | 5                                        | 4                                        | 0                                        | 11                                       | 114                                      | Проиграли в финале конференции Авангарду                     |
| 2012/13    | СКА                                      | 52                                       | 36                                       | 1                                        | 1                                        | 2                                        | 1                                        | 11                                       | 115                                      | Проиграли в финале конференции Динамо (Москва)               |
| 2013/14    | Динамо (Москва)                          | 54                                       | 32                                       | 2                                        | 2                                        | 5                                        | 0                                        | 11                                       | 115                                      | Проиграли в первом раунде Локомотиву                         |
| 2014/15    | ЦСКА                                     | 60                                       | 39                                       | 4                                        | 6                                        | 1                                        | 1                                        | 9                                        | 139                                      | Проиграли в финале конференции СКА                           |
| 2015/16    | ЦСКА                                     | 60                                       | 38                                       | 2                                        | 3                                        | 2                                        | 1                                        | 14                                       | 127                                      | Проиграли в финале Кубка Гагарина Металлургу (Магнитогорск)  |
| 2016/17    | ЦСКА                                     | 60                                       | 41                                       | 2                                        | 1                                        | 7                                        | 1                                        | 8                                        | 137                                      | Проиграли в полуфинале конференции Локомотиву                |
| 2017/18    | СКА                                      | 56                                       | 40                                       | 3                                        | 4                                        | 3                                        | 1                                        | 5                                        | 138                                      | Проиграли в финале конференции ЦСКА                          |
| 2018/19**  | ЦСКА                                     | 62                                       | 43                                       | 5                                        | 5                                        | 0                                        | 0                                        | 9                                        | 106                                      | Выиграли Кубок Гагарина                                      |
| 2019/20    | ЦСКА                                     | 62                                       | 40                                       | 3                                        | 2                                        | 1                                        | 3                                        | 13                                       | 94                                       | Сезон не был доигран из-за пандемии COVID-19                 |
| 2020/21    | ЦСКА                                     | 60                                       | 34                                       | 5                                        | 4                                        | 2                                        | 3                                        | 12                                       | 91                                       | Проиграли в финале Кубка Гагарина Авангарду                  |
| 2021/22*** | Обладатель Кубка Континента не определён | Обладатель Кубка Континента не определён | Обладатель Кубка Континента не определён | Обладатель Кубка Континента не определён | Обладатель Кубка Континента не определён | Обладатель Кубка Континента не определён | Обладатель Кубка Континента не определён | Обладатель Кубка Континента не определён | Обладатель Кубка Континента не определён | Обладатель Кубка Континента не определён                     |
| 2022/23    | СКА                                      | 68                                       | 40                                       | 6                                        | 4                                        | 3                                        | 2                                        | 13                                       | 105                                      | Проиграли в финале конференции ЦСКА                          |
| 2023/24    | Динамо (Москва)                          | 68                                       | 31                                       | 11                                       | 4                                        | 3                                        | 3                                        | 16                                       | 98                                       | Проиграли в четвертьфинале Трактору                          |
| 2024/25    | Локомотив                                | 68                                       | 39                                       | 6                                        | 4                                        | 1                                        | 3                                        | 15                                       | 102                                      | Выиграли Кубок Гагарина                                      |

* — В — выигрышей, ВО — выигрышей в овертайме, ВБ — выигрышей по буллитам, ПБ — поражений по буллитам, ПО — поражений в овертайме, П — поражений
** — Начиная с сезона 2018-19 за победу в основное время даётся два очка, вместо трёх.
*** — регулярный чемпионат был приостановлен и впоследствии не был доигран из-за вспышки коронавируса и подготовки сборной России к Олимпийским играм 2022 в Пекине.

## Рейтинг обладателей
Три первых Кубка Континента завоевали команды Восточной конференции, все последующие выиграли команды Западной конференции. Рекордсменом является московский ЦСКА, который становился победителем регулярного чемпионата КХЛ шесть раз. Трижды лучшей командой первой части чемпионата становился СКА, дважды — московское «Динамо», остальные клубы — «Авангард», «Салават Юлаев» и «Трактор» — выигрывали Кубок Континента по одному разу.
| Команда         | Число кубков | Сезоны                                               |
| --------------- | ------------ | ---------------------------------------------------- |
| ЦСКА            | 6            | 2014/15, 2015/16, 2016/17, 2018/19, 2019/20, 2020/21 |
| СКА             | 3            | 2012/13, 2017/18, 2022/23                            |
| Динамо (Москва) | 2            | 2013/14, 2023/24                                     |
| Авангард        | 1            | 2010/11                                              |
| Салават Юлаев   | 1            | 2009/10                                              |
| Трактор         | 1            | 2011/12                                              |
| Локомотив       | 1            | 2024/25                                              |

## «Проклятие Кубка Континента»
За первые шесть лет вручения трофея его обладатель ни разу не только не выиграл главного трофея Кубка Гагарина, но даже не дошёл до его финала. Эту странную закономерность в среде спортивных журналистов и болельщиков часто шутливо называли «проклятием Кубка континента». Закономерность разрушилась в сезоне 2015/16, когда ЦСКА прошёл в финал, а в сезоне 2018/19 ЦСКА, став победителем регулярного чемпионата КХЛ, выиграл Кубок Гагарина. Команда, которая выиграла кубок Континента, специально не дотрагивалась до кубка из-за "проклятья". В сезоне 22/23 игроки СКА прикоснулись к кубку.
В сезоне 24/25 Локомотив, после выигрыша Кубка Континента выиграл Кубок Гагарина в финальной серии против Челябинского Трактора.